# USS Bon Homme Richard (CV-31)
El USS Bon Homme Richard (CV-31) fue uno de los veinticuatro portaaviones de la clase Essex construidos durante la Segunda Guerra Mundial para la Armada de los Estados Unidos. Fue el segundo buque de la Armada con este nombre, siendo nombrado en honor a la fragata de John Paul Jones en la guerra de independencia estadounidense. Jones había nombrado ese barco en honor a Benjamin Franklin, el comisionado estadounidense en París, cuyo Poor Richard's Almanac había sido publicado en Francia bajo el título de Les Maximes du Bonhomme Richard.
El Bon Homme Richard entró en servicio en noviembre de 1944, y sirvió en las campañas finales del Teatro de Operaciones del Pacífico, ganando una estrella de servicio. Fue dado de baja poco después de finalizar la guerra, siendo modernizado y recomisionado a principios de 1950 como portaaviones de ataque (CVA). En su segunda carrera se utilizó exclusivamente en el Pacífico, jugando un papel importante en la guerra de Corea, por la que recibió cinco estrellas de servicio, y la Guerra de Vietnam. Fue dado de baja en 1971 y desguazado en 1992.

## Construcción y asignación
El Bon Homme Richard (CV-31) fue iniciado el 1 de febrero de 1943 en el New York Navy Yard, siendo el primer portaaviones de la clase Essex en ser construido en el astillero de Nueva York. Fue botado el 29 de abril de 1944 siendo amadrinado por la esposa del vicealmirante John S. McCain. El buque fue asignado el 26 de noviembre de 1944, con el capitán A. O. Rule, Jr. al mando.

## Historia de servicio
El Bon Homme Richard fue desplegado al Pacífico en marzo de 1945, y en junio se unió a los portaaviones ligeros en la zona de combate y participó en los ataques finales a Japón. Al finalizar las hostilidades a mediados de agosto, continuó las operaciones fuera de Japón hasta septiembre, cuando regresó a los Estados Unidos. Fue utilizado para transporte de personal en 1946 durante la operación Magic Carpet. A partir de entonces por lo general estuvo inactivo hasta su retiro del servicio en Seattle, Washington el 9 de enero de 1947. 
Con el estallido de la guerra de Corea el 25 de junio de 1950 el Bon Homme Richard fue llamado de regreso al servicio activo. Fue reasignado el 15 de enero de 1951 y desplegado al Pacífico occidental en mayo, enviando sus aviones contra objetivos enemigos en Corea hasta el término del despliegue a finales del año. Una segunda gira de combate siguió de mayo a diciembre de 1952, destacando por los ataques aéreos conjuntos a gran escala a la presa de Sui-ho y Pyongyang, durante la cual se designó de nuevo CVA-31. El portaaviones fue dado de baja de nuevo el 15 de mayo de 1953 para someterlo a una transformación importante y dotarlo para operar aviones a reacción de alto rendimiento. 
El Bon Homme Richard salió del astillero con una cubierta de vuelo en ángulo fortalecida, catapultas de vapor, una nueva isla y muchas más mejoras. Reasignado el 6 de septiembre de 1955, comenzó el primero de una larga serie de despliegues con la séptima flota. Otros cruceros al Pacífico Occidental siguieron en 1957, 1958–1959, 1959–1960, 1961, 1962–1963 y 1964, incluyendo un último viaje al Océano Índico. El Bon Homme Richard ya había estado en el Océano Índico en un viaje de buena voluntad a Bombay, India bajo la dirección del presidente Eisenhower durante la travesía al Pacífico de 1959-1960. El almirante George Stephen Morrison, padre del cantante de The Doors Jim Morrison, voló su bandera en el Bon Homme Richard durante el incidente del Golfo de Tonkin. 
La escalada de la Guerra de Vietnam a principios de 1965 trajo al Bon Homme Richard un tercer conflicto armado, y fue implementado en cinco viajes de combate al sudeste asiático durante los próximos seis años. Sus aviones lucharon con MiGs norvietnamitas. Navegó en ocasiones a otras zonas de Asia, proporcionando algo de variedad a sus operaciones. En 1970, a petición del gobierno de Vietnam del Sur, el Bon Homme Richard atracó en el puerto de Da Nang para demostrar la supuesta pacificación de la región. Este fue el primer buque capital de Estados Unidos en hacerlo. El Bon Homme Richard fue inactivado al final de su despliegue, en 1970. Fue dado de baja el 2 de julio de 1971 y pasó a formar parte de la flota de reserva en Bremerton, Washington. Después de 20 años en la reserva fue vendido como chatarra en marzo de 1992. Fue desguazado en el astillero suroeste de la Armada en San Pedro, California.

### Buques de la clase
• USS Essex (CV-9)
• USS Yorktown (CV-10)
• USS Intrepid (CV-11)
• USS Hornet (CV-12)
• USS Franklin (CV-13)
• USS Ticonderoga (CV-14)
• USS Randolph (CV-15)
• USS Lexington (CV-16)
• USS Bunker Hill (CV-17)
• USS Wasp (CV-18)
• USS Hancock (CV-19)
• USS Bennington (CV-20)
• USS Boxer (CV-21)
• USS Leyte (CV-32)
• USS Kearsarge (CV-33)
• USS Oriskany (CV-34)
• USS Antietam (CV-36)
• USS Princeton (CV-37)
• USS Shangri-La (CV-38)
• USS Lake Champlain (CV-39)
• USS Tarawa (CV-40)
• USS Valley Forge (CV-45)
• USS Philippine Sea (CV-47)

### Listas relacionadas
• Portaaviones de Estados Unidos
• Portaaviones por país